# Ánápána
Ánápána sati (pálí, ánápána smrti v sanskrtu) je základní buddhistická meditační technika, v níž je pozornost upřena na dýchání. Překládá se proto nejčastěji jako vědomé dýchání. Používá se samostatně nebo také jako doprovod jiných technik, kde zabraňuje ztrátě pozornosti.

## Instrukce
Nejprve si člověk najde tiché a klidné místo a usadí se do pohodlné pozice tak, aby měl krk a záda napřímená. Někomu vyhovuje spíše ranní doba, jiný preferuje večer.
Meditující dýchá přirozeně, nepokouší se měnit tempo dýchání. Když dýchá zhluboka, uvědomuje si, že dýchá zhluboka, když dýchá krátce, ví, že dýchá krátce. Nejlépe je se soustředit na špičku nosu nebo na horní ret, kde člověk dech cítí.
Pokud to pomáhá při soustředění, je možné nádechy a výdechy počítat.
V netrénované mysli se neustále objevuje mnoho myšlenek, které ruší soustředění. Stejně jako mořské vlny myšlenky vyvstávají a opět mizí. Pokud si jich meditující nevšímá, pomalu zanikají. Naproti tomu, když jim člověk věnuje pozornost, je brzy ztracen v síti stále nových a nových myšlenek.
Pokud dojde ke ztrátě koncentrace, je třeba se vyvarovat rozmrzelosti a klidně obrátit pozornost zpět k dýchání. 
Ze začátku stačí meditovat 10 minut a i později je dobré asi po 30 minutách sezení udělat přestávku a protáhnout se. I během ní je možné v meditaci pokračovat a soustředit se na chůzi a přítomnou pozici těla (viz satipatthána).
Účelem této meditace je uklidnění mysli a rozvoj vnitřního míru.